# I Undzse
I Undzse (Cshongdzsu, 1973. április 26. –) dél-koreai válogatott labdarúgó.

## Fordítás
- Ez a szócikk részben vagy egészben  a   Lee Woon-jae című angol Wikipédia-szócikk fordításán alapul.  Az eredeti cikk szerkesztőit annak laptörténete sorolja fel. Ez a jelzés csupán a megfogalmazás eredetét és a szerzői jogokat jelzi, nem szolgál a cikkben szereplő információk forrásmegjelöléseként.